# Бодегравен-Реувейк
Бодегравен-Реувейк (нід. Vlag Bodegraven-Reeuwijk Bodegraven-Reeuwijk) — муніципалітет у Нідерландах, у провінції Південна Голландія.

## Населені пункти муніципалітету
Міста
- Бодегравен

Села
- Вардер
- Дрібрюгген
- Меє
- Нюербрюг
- Реувейк-Брюг
- Реувейк-Дорп
- Слейпвейк

Селища
- Ауд-Реувейк
- Аукоп
- Лангевейде
- Мідделбург
- Платтевег
- Ранденбург
- Темпел

## Населення
Станом на 31 січня 2022 року населення муніципалітету становило 35765 осіб. Виходячи з площі муніципалітету 75,38 кв. км., станом на 31 січня 2022 року густота населення становила 474 осіб/кв. км.
За даними на 1 січня 2020 року 13,4%  мешканців муніципалітету мають емігрантське походження, у тому числі 6,6%  походили із західних країн, та 6,9%  — інших країн.

## Економіка
Станом на 2018 рік середній дохід домогосподарства становить 34,7 тис. євро.